# Paula Ivan
Paula Ivan (nascida Paula Ionescu; Horesti, 20 de julho de 1963) é uma ex-atleta romena, especialista em provas de meio-fundo e campeã olímpica dos 1 500 metros.

## Vida
Ivan participou dos Jogos Olímpicos de Seul em 1988 nas provas de 1 500 m e 3 000 metros. Em 23 de setembro, ela participou da primeira delas, os 3 000 m, conquistando a medalha de prata com um recorde pessoal de 8:27.15, atrás da soviética Tatyana Samolenko, a favorita, que dominava as provas femininas de meio fundo no final dos anos 80. Seis dias depois, Ivan entrou nos 1 500 m, em que as favoritas eram Samolenko e a norte-americana Mary Decker. Ela tomou a frente do pelotão logo na largada e não mais foi alcançada. Na metade da prova tinha oito metros de vantagem sobre as demais, fez Decker desistir da corrida na segunda volta e aumentou ainda mais sua liderança na volta final, vencendo com mais de 40 metros de diferença para a segunda colocada, a soviética Laimutė Baikauskaitė. Samolenko ficou com a medalha de bronze.
Seu tempo em Seul, 3m53s96, foi então o recorde olímpico - que se mantém até hoje - o segundo melhor de todos os tempos e a diferença de seis segundos que colocou em cima da segunda colocada até hoje não foi superado em nenhuma prova olímpica feminina de qualquer distância.
Em julho de 1989, em Nice, na França, ela quebrou o recorde mundial feminino da milha de Mary Decker em mais de 1s, estabelecendo nova marca de 4m15s61. No mesmo ano, em agosto, venceu as duas provas (1 500 m/3 000 m) na Universíade, disputada em Duisburg, na então Alemanha Ocidental. Depois de vencer os 1 500 m na Copa do Mundo de Atletismo em setembro, Paula abandonou definitivamente as pistas em busca de novos desafios.